# Dołgie (gromada)
Dołgie – dawna gromada, czyli najmniejsza jednostka podziału terytorialnego Polskiej Rzeczypospolitej Ludowej w latach 1954–1972.
Gromady, z gromadzkimi radami narodowymi (GRN) jako organami władzy najniższego stopnia na wsi, funkcjonowały od reformy reorganizującej administrację wiejską przeprowadzonej jesienią 1954 do momentu ich zniesienia z dniem 1 stycznia 1973, tym samym wypierając organizację gminną w latach 1954–1972.
Gromadę Dołgie z siedzibą GRN w Dołgiem utworzono – jako jedną z 8759 gromad na obszarze Polski – w powiecie drawskim w woj. koszalińskim na mocy uchwały nr 43/54 WRN w Koszalinie z dnia 5 października 1954. W skład jednostki weszły obszary dotychczasowych gromad Gronowo, Przytoń i Borne (bez kolonii Kolno) ze zniesionej gminy Ostrowice oraz obszar dotychczasowej gromady Dołgie ze zniesionej gminy Rydzewo w tymże powiecie. Dla gromady ustalono 10 członków gromadzkiej rady narodowej.
31 grudnia 1959 z gromady Dołgie wyłączono wsie Borne i Gronowo, włączając ją do gromady Ostrowice w tymże powiecie, po czym gromadę Dołgie zniesiono, a jej (pozostały) obszar włączono do gromady Rydzewo tamże.